# Gattinara
Gattinara (piemontesisch Gatinèra) ist eine Gemeinde in der italienischen Provinz Vercelli (VC), Region Piemont.

## Lage und Einwohner
Gatinara liegt knapp 90 km westlich von Milano und hat 7526 Einwohner (Stand 31. Dezember 2023). Die Gemeinde besteht aus den Ortsteilen S. Bernardo, Madonna di Rado und Gattinara. Die Nachbargemeinden sind Ghemme (NO), Lenta, Lozzolo, Roasio, Romagnano Sesia (NO), Rovasenda und Serravalle Sesia und umfasst eine Fläche von 33 km².
Hier wird auch der gleichnamige Wein angebaut.